# Laniarius ruficeps
El bubú nuquirrojo (Laniarius ruficeps) es una especie de ave paseriforme de la familia Malaconotidae. Es originaria de Etiopía, Kenia, y Somalia.
Su hábitat natural son las zonas de matorral seco tropicales.